# Comuna Zhoranî, Liuboml
Zhoranî (în ucraineană Згора́ни) este o comună în raionul Liuboml, regiunea Volînia, Ucraina, formată din satele Hupalî, Sîlne, Zaozerne și Zhoranî (reședința).

## Demografie
Componența lingvistică a satului Zhoranî
     Ucraineană (99,5%)
     Alte limbi (0,5%)
Conform recensământului din 2001, majoritatea populației satului Zhoranî era vorbitoare de ucraineană (99,5%), existând în minoritate și vorbitori de alte limbi.